# Film (sport)
 For alternative betydninger, se Film (flertydig). (Se også artikler, som begynder med Film)
Film er i sport, især i fodbold, en handling, hvor en sportsudøver lader som om der begås en forseelse mod udøveren, for at opnå en fordel. Det kan være simulering af et fald, smerte eller lignende for at få dommeren til at dømme fordelagtigt for sportsudøveren.
| Sport | Spire Denne artikel om sport er en spire som bør udbygges. Du er velkommen til at hjælpe Wikipedia ved at udvide den. |